# Черногорская кухня
Черногорская кухня (черног. Црногорска кухиња / Crnogorska kuhinja) сложилась благодаря географическому положению страны и её долгой истории.

## Описание
На кухню Черногории значительное влияние оказали Италия, Левант (юго-западная Азия) и Турция, Венгрия, континентальная Европа.
Итальянское влияние: приготовление хлеба, мяса, сыра, вина и других алкогольных напитков, супов, рагу, поленты, фаршированных перцев, фрикаделек, приганицы и пр.
Влияние Турции и Леванта: приготовление долмы, мусаки, плова, питы (хлебной лепёшки), бурека, люля-кебаба и сладостей (пахлавы, тулумбы и прочих).
Венгерское влияние: гуляш, сатараш, дьювеч.
Влияние континентальной Европы: приготовление пончиков, джемов, различные печенья и торты.
Кухня прибрежной Черногории также отличается от кухни северных высокогорных регионов. Прибрежные районы традиционно представляют средиземноморскую кухню, с большим количеством рыбных блюд.
Среди излюбленных блюд также: цицвара, попара, каймак, пршут, чевапчичи, палачинки и др.
- Некоторые блюда
- Пршут
- Чевапчичи с картофелем фри
- Попара